# Dmitri Konstantinowitsch Beljajew
Dmitri Konstantinowitsch Beljajew (russisch Дмитрий Константинович Беляев; * 17. Juli 1917 in Protassowo, Kostroma; † 14. November 1985) war ein russischer Genetiker.

## Leben
Beljajew wurde als jüngstes von vier Kindern des Landpfarrers Konstantin Pawlowitsch Beljajew und seiner Frau Jewstolija Alexsandrowna geboren. Die älteren Kinder besuchten das Gymnasium; sein Bruder Pawel wurde später Agronomie-Lehrer. Nachdem Beljajew zwei Jahre die Dorfschule besucht hatte, schickten ihn seine Eltern 1925 nach Moskau. Dort lebte er bei der Familie seines Bruders Nikolai und besuchte das Chwostowskaja-Gymnasium. Die Arbeit und das Umfeld seines Bruders (ein Genetiker, der unter Stalin verhaftet und erschossen wurde) beeinflussten Beljajew sehr. 1934 begann er das Studium an der Iwanowoer Fachhochschule für Landwirtschaft, das er 1939 abschloss. Seine Lehrer waren die Tiergenetiker Boris Wassin und Alexander Panin. Anschließend arbeitete er über Zuchtmethoden und die Genetik von Pelztieren.
Von 1941 bis 1945 diente er im Zweiten Weltkrieg als Offizier in der Sowjetarmee und wurde zwei Mal verwundet. Nach dem Krieg nahm er seine Arbeit im Laboratorium für Pelztierzucht in Moskau wieder auf. Anfang der 1950er Jahre formulierte er seine Hypothese, dass züchterische Selektion von Zahmheit der wichtigste Faktor bei der Domestizierung von Wildtieren sei. 1953/54 begann er seine Züchtungsversuche von Füchsen am Institut für Zytologie und Genetik der Russischen Akademie der Wissenschaften in Nowosibirsk in Sibirien. 1958 zog er von Moskau nach Nowosibirsk.
Dmitri Beljajew war Vizepräsident der Sibirischen Abteilung der Russischen Akademie der Wissenschaften, Vorsitzender des Vereinigten Wissenschaftsrates für Biologische Wissenschaften für Sibirien (wo er vor allem mit M.A. Lavretyev zusammenarbeitete) und Direktor des Instituts für Zytologie und Genetik der Russischen Akademie der Wissenschaften von 1959 bis 1985, das in den 1960er Jahren das einzige bedeutende Institut für Genetik in der UdSSR war. Während dieser Zeit trug er maßgeblich dazu bei, den Ruf des Instituts zu festigen und förderte die Entwicklung der Genetik als Wissenschaft in der Sowjetunion. Mehrere Jahre hatte er den Vorsitz des Wissenschaftlichen Rates für Genetik und Aufzucht der Akademie der Wissenschaften der UdSSR, er war Vizepräsident der N.I. Wawilow-Gesellschaft für Genetik und Aufzucht und Mitglied der verantwortlichen Herausgeber mehrerer Zeitschriften in der UdSSR und im Ausland. Er erhielt Ehrenmitgliedschaften an Universitäten in mehreren Ländern und von 1978 bis 1983 war er Präsident der International Genetics Federation.
Neben der Forschung und Lehre übernahm Beljajew auch soziale Verantwortung. Er wurde mehrmals als Abgeordneter des regionalen Stadtsowjets von Nowosibirsk wiedergewählt und er war Vorsitzender des dortigen Bezirksrates der Weltkriegsveteranen.
Für seine Arbeiten und Verdienste erhielt Beljajew den Wawilow-Preis, zwei Leninorden, den Orden der Oktoberrevolution, den Orden des Roten Sterns und die Orden des Vaterländischen Krieges erster und zweiter Ordnung, sowie weitere Medaillen.

## Wissenschaftliche Arbeit

### Selektive Zucht von Füchsen

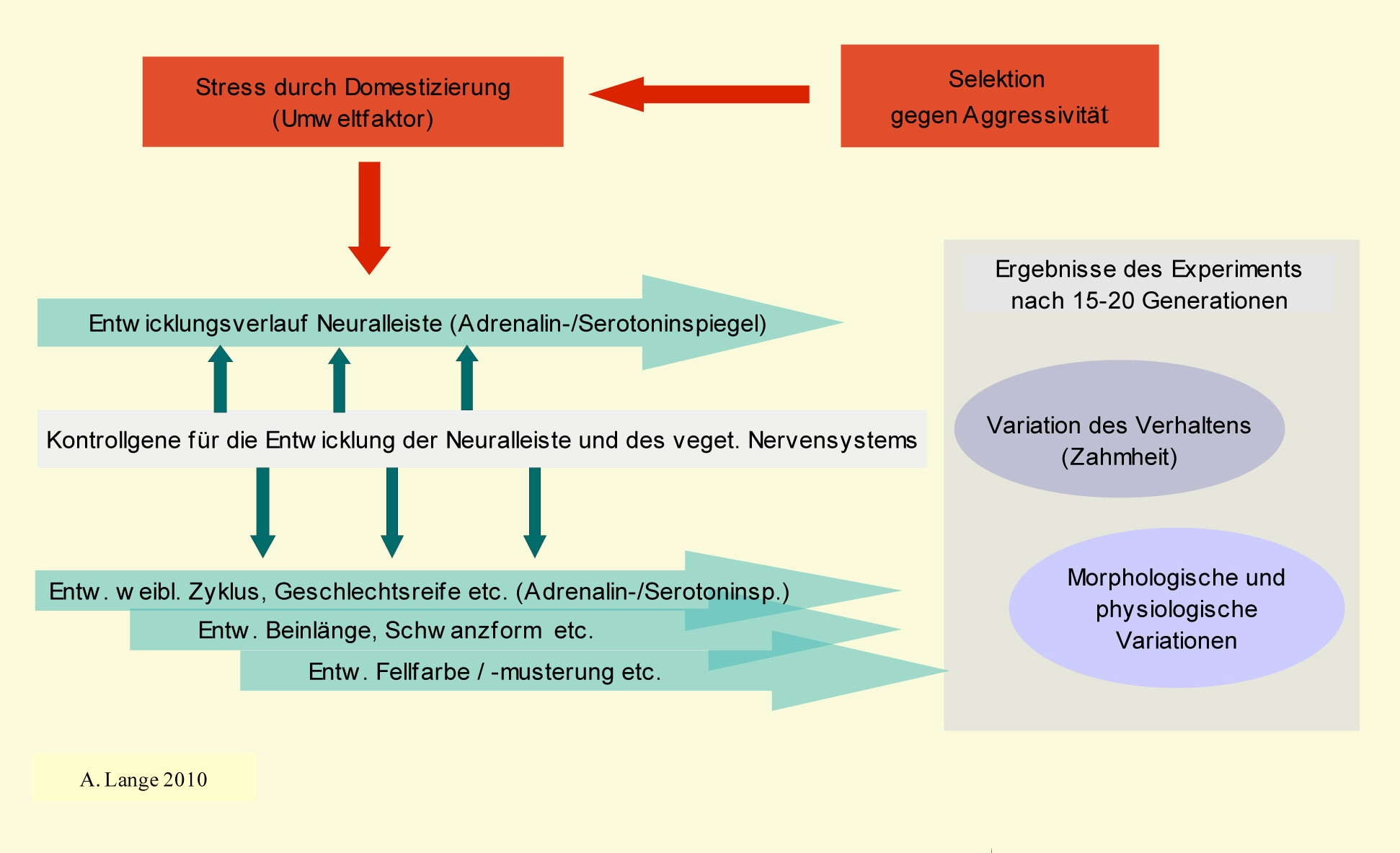
Zusammenhang von Umwelt, Selektion, Kontrollgenen, physiologischen Prozessen, Entwicklung und Evolution im Experiment von Beljajew

In den 1950er Jahren begannen Dmitri Beljajew und seine Mitarbeiter Zuchtversuche mit Silberfüchsen, einer Farbvariante des Rotfuchses (Vulpes vulpes), die bereits seit Jahrzehnten in Pelztierfarmen gezüchtet worden waren und wählten dabei zur Weiterzucht nur die Tiere aus, die weniger Scheu und geringe Bissigkeit gegenüber Menschen zeigten. Er erhielt schließlich eine Population von Füchsen, die sowohl in ihrem Verhalten als auch in ihrem Aussehen deutlich von den Füchsen des Wildtyps unterschieden.
Nach etwa zehn bis zwanzig Generationen kontrollierter Zucht zeigten die Füchse keine Furcht mehr vor Menschen und begrüßten die Pfleger mit Schwanzwedeln und Zuneigungslecken. Äußerliche Veränderungen waren gefleckte Fellzeichnung, Schlappohren und gekräuselte Schwänze.
Dieses Experiment ist ein Beispiel für den Baldwin-Effekt.

#### Wissenschaftliche Bedeutung
Während dieser Zeit versuchten Biologen noch herauszufinden, warum Hunde andere Fellzeichnungen aufweisen als Wölfe. Beljajew sah in seiner Forschung mit Füchsen die Möglichkeit, diese Frage zu beantworten. Mit seinen Mitarbeitern untersuchte er auch biochemische Parameter und fand, dass die Adrenalin-Werte der domestizierten Füchse deutlich niedriger lagen als die der wilden Füchse. Dadurch konnte das handzahme Verhalten der Füchse erklärt werden, nicht aber die Vielfarbigkeit der Felle.
Die Wissenschaftler stellten die Theorie auf, dass durch die molekulare Ähnlichkeit von Adrenalin und Melanin ein Zusammenhang bezüglich der Pigmentproduktion bestehen könne und dass veränderte – das heißt verminderte – Hormonwerte dadurch kaskadenartig die Expression von genetischen Varianten zum Vorschein bringen könnten, die im Wildtier durch hohe Adrenalinkonzentrationen unterdrückt blieben. Damit war auch eine Funktion von Stress (erhöhter Adrenalinspiegel) als regulatorisches Element in der Genexpression und damit der Evolution erkannt.

### Andere Themen
Andere Themen von Beljajews Forschungen waren die Vermeidung von letalen Mutationen (Monohybrid-Heterosis), die Rolle von Photoperiodismus bei der Fertilitätsstimulation von Schweinen, Beschleunigung der Mutation von Fellfarben bei Nerzen, strahlungsinduzierte Mutationen von Nutzpflanzen, Erzeugung von Varianten von Wintergetreiden speziell für Sibirien und die Erzeugung von antiviralen Wirkstoffen.
Neben Themen zur angewandten Genetik publizierte er auch über die Natur des Menschen, die Beziehung zwischen Persönlichkeit und Gesellschaft, die Rolle der Wissenschaft als Element der Menschheitsentwicklung, so gab er z. B. 1983 beim 15. Kongress für Genetik (Neu-Delhi) einen Plenarvortrag mit dem Titel Genetics, Society and Personality (dt. Genetik, Gesellschaft und Persönlichkeit).
Die wissenschaftliche Ausbildung anderer war sehr wichtig für Beljajew. Seit 1961 war er der Vorsitzende des Lehrstuhls für Zytologie und Genetik der Universität von Nowosibirsk und auch der Biologieunterricht an Schulen spielte für ihn eine Rolle. So gab er eine Anleitung für Lehrer heraus und 1985 erschien unter seiner Federführung ein Biologielehrbuch für weiterführende Schulen.